# Nicolas de Crécy
Nicolas de Crécy (ur. 29 września 1966 w Lyonie) — francuski twórca komiksów (rysownik, scenarzysta) oraz ilustrator. Wielokrotnie nagradzany, zdobywca m.in. nagrody Alph'Art za najlepszy album komiksowy na Międzynarodowym Festiwalu Komiksu w Angoulême w 1998 r. (Dziadek Leon. Brzydki, biedny i chory do scenariusza Sylvaina Chometa). Twórca komiksów: Foligatto, Dziadek Leon (wydanie polskie w dwóch tomach po 160 i 200 stron Egmont Polska, 2008 i 2009r.), Pan Owoc (wydanie polskie" Timof i cisi wspólnicy, 2010r.), Prosopopus, Salvatore.